# Bucelas
Bucelas ist eine Ortschaft und Gemeinde in Portugal, im Großraum Lissabon.
Bekannt ist das hiesige geschützte Weinbaugebiet Bucelas.

## Geschichte
1522 gehörte Bucelas zum dritten Bezirk (3º Bairro) Lissabons. Ab 1852 gehörte es zum Kreis von Santa Maria dos Olivais, um ab 1886 dem Kreis Loures angeschlossen zu werden.
Seit 1911 ist Bucelas ein geschütztes Weinbaugebiet.
1927 wurde Bucelas zur Kleinstadt (Vila) erhoben.

## Kultur, Sport und Sehenswürdigkeiten
Alljährlich im Oktober findet mit der Festa do Vinho e das Vindímas ein Volksfest statt. Der Ort, der trotz seiner Nähe zu Lissabon eher ländlich geprägt blieb, ist für seinen Wein bekannt, u. a. für seinen Weißwein aus Arinto-Trauben.
In der 1566 errichteten Hauptkirche des Ortes, der Igreja Matriz de Bucelas, finden sich u. a. eine Vielzahl sehenswerter Azulejoarrangements. Sie ist seit 1946 denkmalgeschützt.

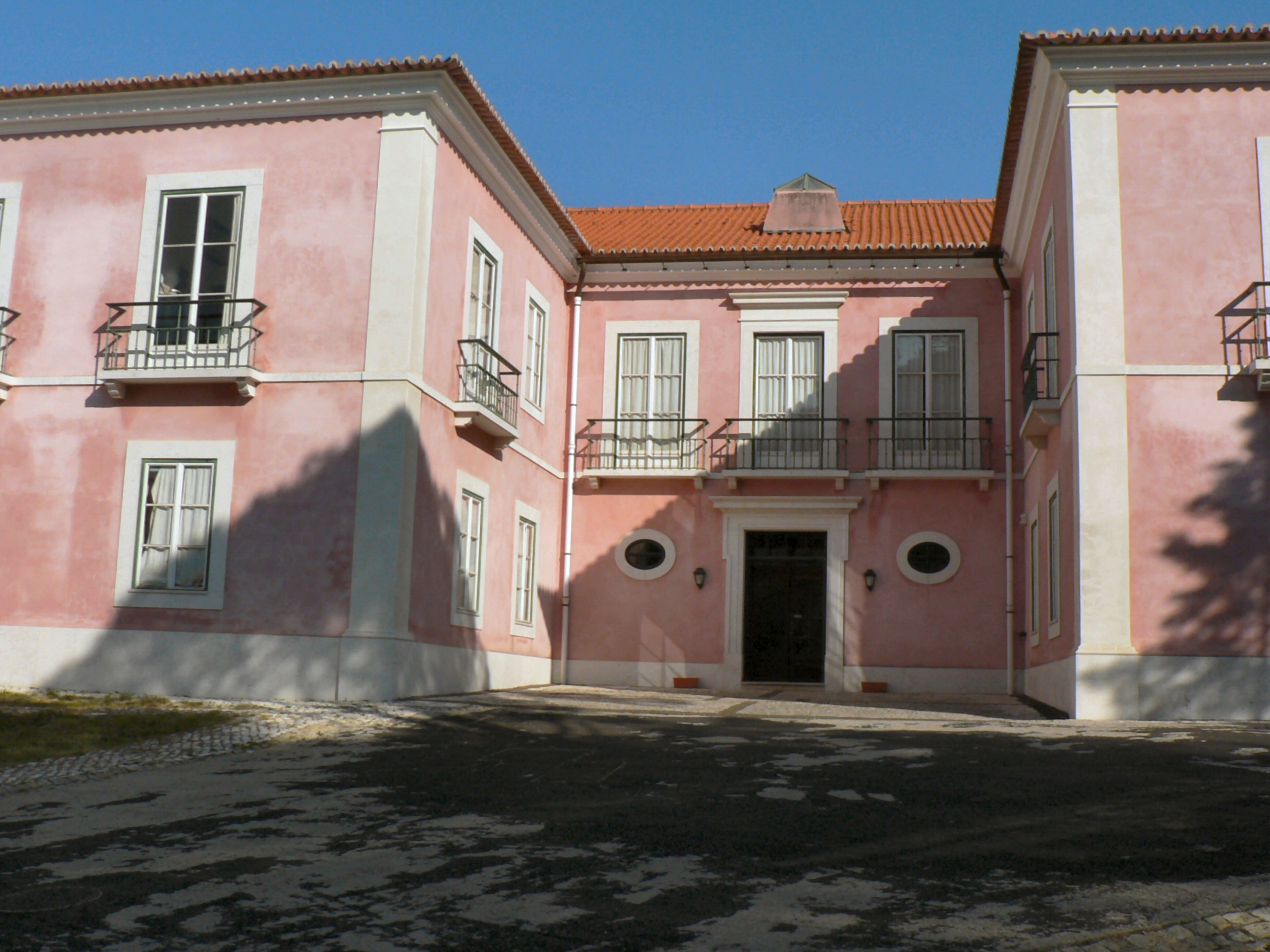
Das ANIM der Cinemateca, in der Quinta da Cerca

Ein weiteres der insgesamt 23 geschützten Denkmäler der Gemeinde ist der Lápide do Termo da Cidade de Lisboa, der einst die Stadtgrenze Lissabons markierende Grenzstein, und das ANIM (Arquivo Nacional de Imagens em Movimento), das Restaurations- und Archivzentrum des staatlichen Filminstituts, der Cinemateca Portuguesa.

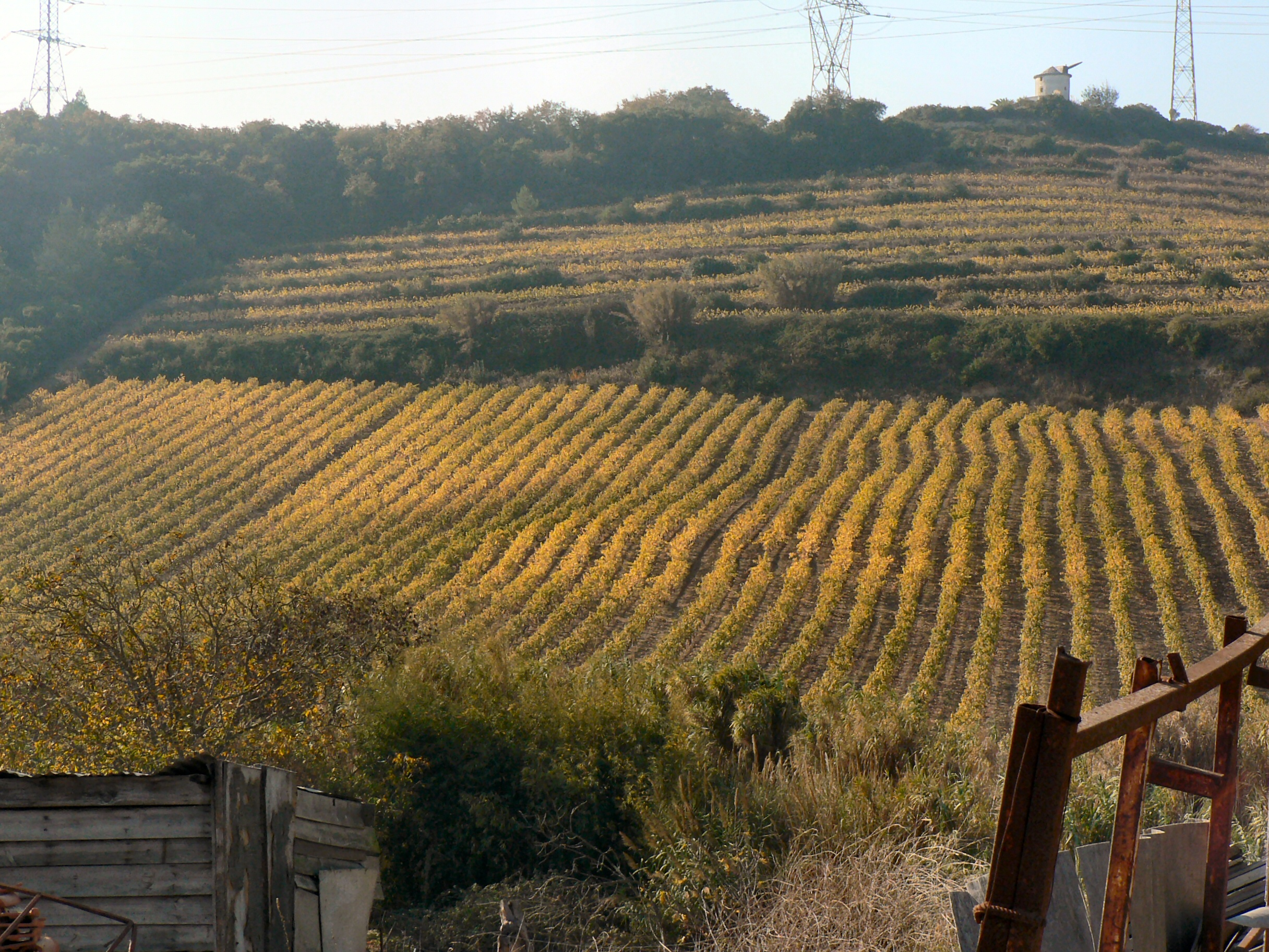
Weinberge in Bucelas

Die Freiwillige Feuerwehr (Bombeiros Voluntários de Bucelas) wurde am 26. Juli 1891 gegründet, und der Musik- und Kulturverein Banda Recreativa de Bucelas bereits am 21. Juni 1863.

## Verwaltung
Bucelas ist Sitz einer gleichnamigen Gemeinde (Freguesia) im Kreis (Concelho) von Loures, im Distrikt Lissabon. Die Gemeinde besitzt eine Fläche von 33,97 km² und hat 4802 Einwohner (Stand 19. April 2021).
Folgende Orte gehören zur Gemeinde Bucelas:
- Alrota
- Bemposta
- Bucelas
- Chamboeira
- Charneca
- Freixial
- Vila de Rei
- Vila Nova